# Lampetis grandiosa
Lampetis grandiosa  es una especie de escarabajo del género Lampetis, familia Buprestidae. Fue descrita científicamente por Obenberger en 1924.